# 出雲玉作史跡公園

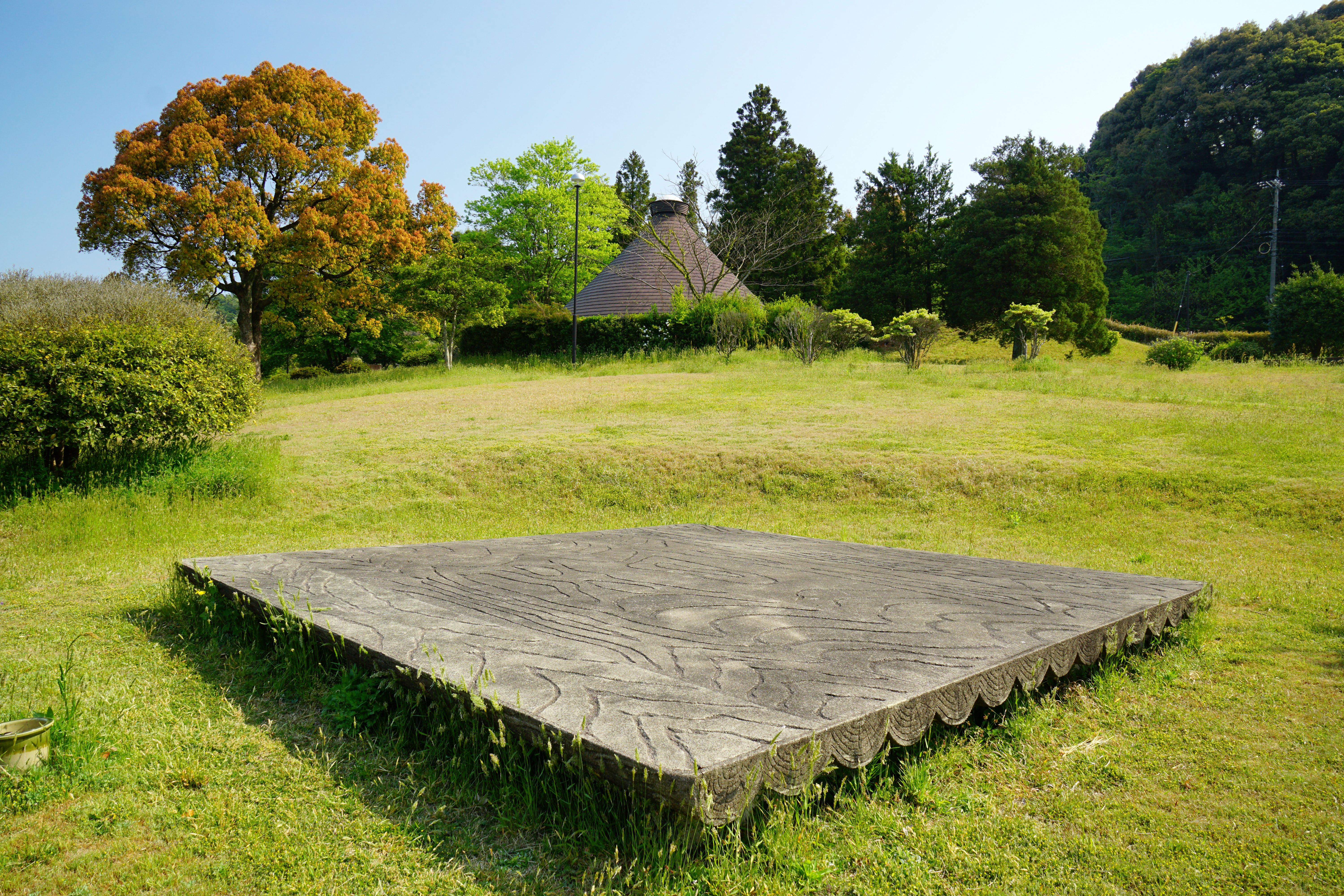
遺跡「出雲玉作跡」

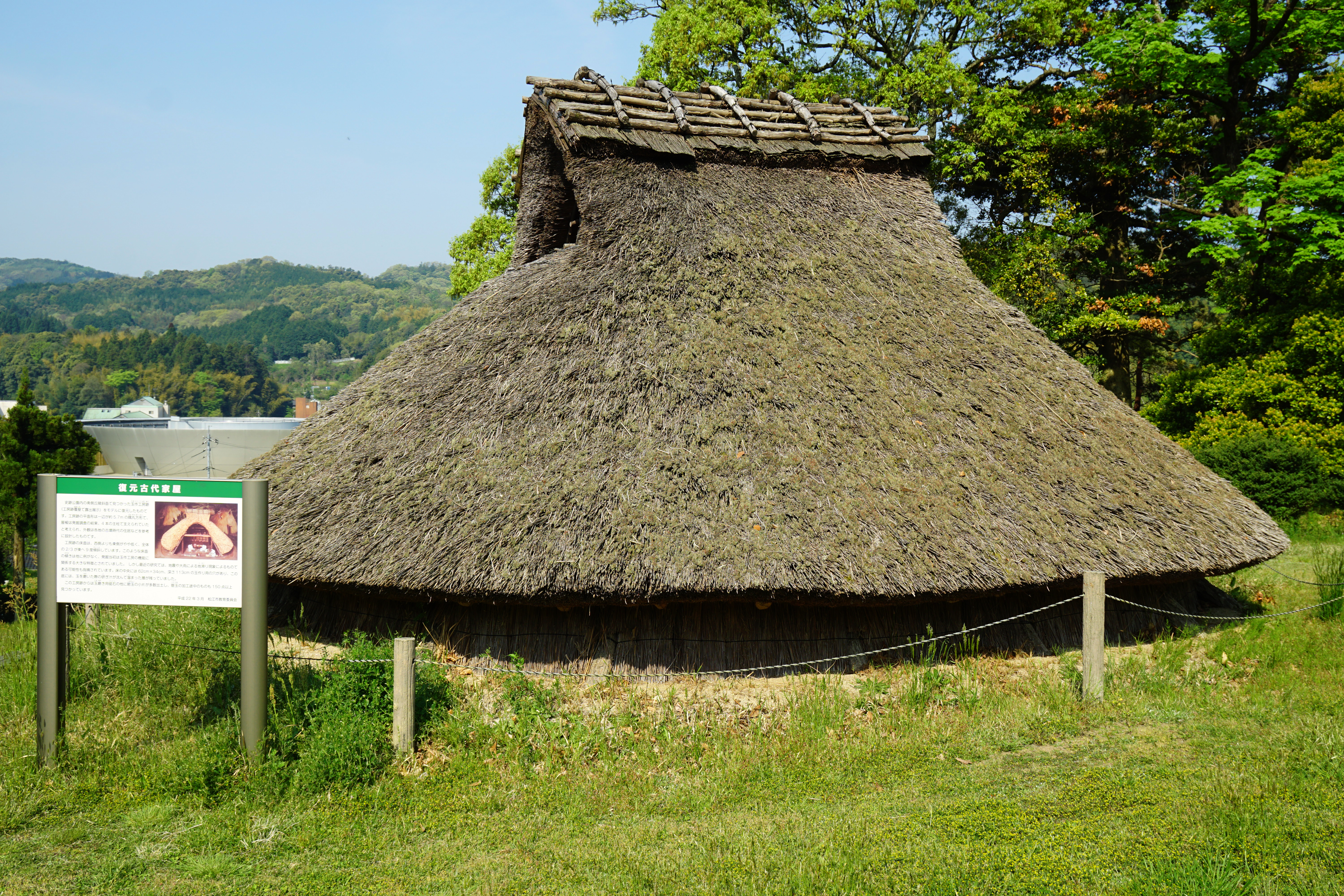
復元された竪穴建物

出雲玉作史跡公園（いずもたまつくりしせきこうえん）は、島根県松江市玉湯町にある考古遺跡「出雲玉作跡」宮垣地区の保存と公開を目的として整備された公園である。公園全域が国の史跡に指定されている。

## 概要
当公園は古墳時代から奈良時代・平安時代にかけ勾玉や管玉の生産地として栄えた花仙山の麓、玉造温泉街を見下ろす玉湯川右岸の丘陵に位置する。公園内には、記加羅志神社跡古墳、復元された竪穴建物、玉作工房跡などが点在する。
遺跡からの出土品（出雲玉作遺跡出土品、国の重要文化財）は、玉作湯神社および隣接する出雲玉作資料館にて保存、公開されている。

## 国指定史跡 出雲玉作跡
- 基本データ
  - 指定範囲 - 島根県松江市玉湯町（宮垣、宮ノ上、玉ノ宮地区）
  - 指定年月日 - 1922年（大正11年）10月12日
  - 指定基準 - 史6
  - 追加指定年月日 -2004年（平成16年）10月18日
  - 管理団体名 - 松江市、1923年（大正12年）12月13日

## 国指定重要文化財 出雲玉作遺跡出土品
1969年と1971年に実施された出雲玉作遺跡発掘調査で出土した玉類等一括遺物である。
- 基本データ
  - 所在地 - 島根県松江市玉湯町玉造99-3
  - 指定年月日 - 1977年6月11日

## 施設
- 記加羅志神社跡古墳
- 竪穴建物
- 玉作工房跡保存施設
- ちびっこ広場
- テニスコート

## 周辺
- 出雲玉造資料館（徒歩1分）
- 玉造温泉
  - 玉造温泉ゆーゆ（徒歩1分）
- 玉作湯神社